# Anton Vajno
Anton Ėduardovič Vajno (in russo Анто́н Эдуа́рдович Ва́йно?; Tallinn, 17 febbraio 1972) è un diplomatico e politico russo, dal 2016 capo di gabinetto dell'Ufficio Esecutivo Presidenziale della Federazione Russa.
Ha il grado civile di Consigliere di Stato effettivo della Federazione Russa di 1ª classe.

## Biografia
Nipote dell'ex Primo segretario del Partito comunista estone Karl Vaino, Anton Vaino è nato a Tallinn, nella RSS Estone, nel 1972. Nel 1996 si è laureato in relazioni internazionali all'Istituto statale di Mosca per le relazioni internazionali, iniziando quindi a lavorare presso l'ambasciata russa a Tokyo e successivamente nel Secondo Dipartimento Asiatico presso il Ministero degli Esteri.
Nel 2002 è entrato a far parte della Direzione del Protocollo presidenziale, venendo promosso a vice capo della Direzione di programmazione del protocollo, e, dal 2007, a primo vice capo del dipartimento. Più tardi, è stato nominato vice capo dello Staff governativo, poi capo del Protocollo del Primo Ministro e quindi vice capo dello Staff governativo nel 2008.
Dal 2016 è capo di gabinetto dell'Ufficio Esecutivo Presidenziale.